# Felipe Quispe Huanca

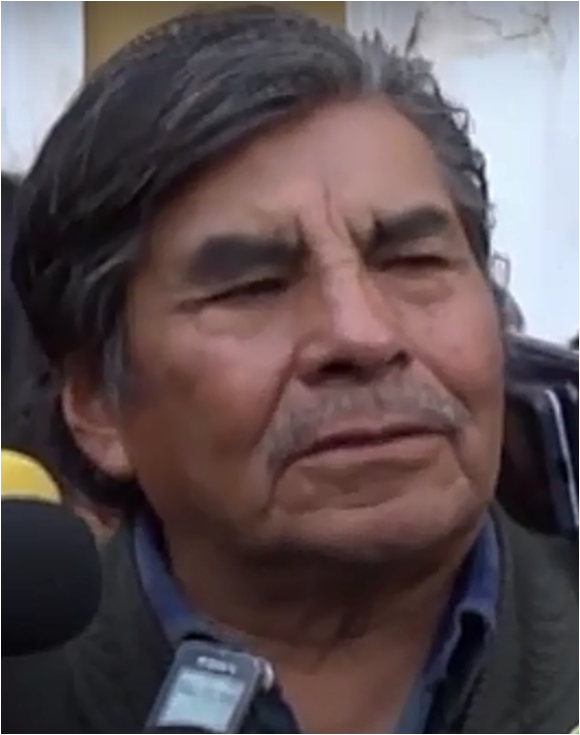
Felipe Quispe Huanca (2019)

Felipe Quispe Huanca (genannt El Mallku) (* 1942 in Ajillata Grande, Provinz Omasuyos, Departamento La Paz, Bolivien; † 19. Januar 2021 in El Alto) war eine führende Persönlichkeit der Indigenen-Bewegung in Bolivien. Er war Aymara und Anführer des Movimiento Indígena Pachakuti.

## Leben
„Zur Welt kam er 1942 am Ufer des Titicacasees in Ajillata Grande, einem kleinen Dorf der Provinz Omasuyos im Departamento La Paz als letztes von sechs Geschwistern zur Welt. Vater Gabino Quispe und Mutter Leandra Hunaca waren verarmte Bauern.
Die Grundschule beendete Felipe Quispe im unweit gelegenen Santiago de Huata. Von klein an half er den Eltern bei der Landarbeit. Seinen Militärdienst leistete er 1963 bei der Luftwaffe im tropischen Riberalta ab. Danach arbeitete er in Ajaria Chico, wo er 1966 Vicenta Mamani heiratete. Aus der Ehe gingen sieben Kinder hervor, zwei von ihnen starben. Bessere Verdienstmöglichkeiten trieben Quispe in das tropische Tiefland, wo er sich auf Zucker-, Baumwoll- und Reisplantagen verdingte. 1971 begann er sich gewerkschaftlich zu betätigen. Später hielt er sich zwei Jahre in Peru und Guatemala auf. Nach seiner Rückkehr nach Bolivien schloss er sich der Bewegung Movimiento Indio Túpac Katari (MITKA) an. Kurz danach (1988) machte er als Führer der indianistischen und marxistischen politischen Gruppe Ofensiva Roja de Ayullus Kataristas auf sich aufmerksam.“

Als bewaffneten Arm des MITKA gründete Quispe Huanca 1990 unter anderem zusammen mit Álvaro García Linera (ab 2006 unter Evo Morales Vizepräsident Boliviens) die indigene Guerilla Ejército Guerrillero Túpac Katari (EGTK).
Von 1992 bis 1997 war er im Gefängnis.

„In der Haftanstalt holte der Fünfzigjährige Oberschule und Abitur nach und nahm ein Fernstudium auf. Graduiert wurde er in Geschichte an der Universität Mayor de San Andrés in La Paz.“

„Zwischen 1998 und 2006 war er Generalsekretär der Vereinigung der Bolivianischen Landarbeiter CSUTCB, der wichtigsten indigenen Campesino-Organisation. Von dieser Position aus wurde er zur zentralen Figur der Aufstände, die zwischen 2000 und 2005 drei Regierungen stürzten und schließlich die Wahl Evo Morales möglich machten.“

Bei den Präsidentschaftswahlen in Bolivien 2002 erhielt er als Kandidat des Movimiento Indígena Pachakuti 6,1 % der Stimmen. Vizepräsidentschaftskandidatin war Esther Balboa Bustamante.

## Ziele
Die Pachakuti-Bewegung strebt die „freie Selbstbestimmung“ der Indigenen an.

„Wir haben die Idee der freien Selbstbestimmung der Nation der Aymara-Quechuas, der Nation der indios hervorgebracht. Wir haben unsere Symbole und während der Aufstände im Jahr 2000 haben wir Achacachi […] vom Staat gesäubert: die Polizei, die Richter, alle Institutionen haben wir rausgeworfen und unsere eigenen Autoritäten eingesetzt. Aber wir waren nur sehr kurz selbst verwaltet, denn Evo [Morales] hat das Militär und die Polizei wieder eingesetzt. Unsere Selbstbestimmung bedeutet also: unser eigener Staat, unser Territorium, unsere Armee und unsere Gesetze.“

## Haltung zur Regierung Morales
Präsident Evo Morales ist aus Sicht Quispes ein „angepasster Indio“, seine Regierung vertrete nur unzureichend indigene Interessen.

„Hätten wir wirklich die Macht übernommen, hätten wir jetzt Minister und Botschafter, die Aymara oder Quechua sprechen. Der Armeechef und der Polizeichef hätten Nachnamen wie Mamani oder Condori, das wäre ein echter Wandel gewesen. Aber die aktuelle Regierung ist Schuldner der Nichtregierungsorganisationen (NRO) und anderer Länder, und all diese Leute präsentieren jetzt ihre Rechnungen, die beglichen werden wollen. Der Energieminister Carlos Villegas arbeitete vorher für NRO, die Ministerien für Minenwirtschaft und Arbeit sind von einstigen Vertretern der traditionellen Parteien besetzt, und die wenigen Indios, die in der Regierung waren, wie der ehemalige Bildungsminister Félix Patzi oder der Wasserminister Abel Mamani, wurden ausgewechselt. Der einzige Indio im Regierungspalast ist der Außenminister David Choquehuanca.
Ich denke, dass Evo viel eher ein Püppchen der traditionellen Linken ist, und die ist in Bolivien oligarchisch. Ich sehe nicht, dass sie sich auf dem Weg hin zu einem radikalen Wandel des Landes befindet. Das sind eben die Söhne der Landbesitzer und Unternehmer, einige sagen sie seien ‚rechts’, andere sagen sie seien ‚links’, und manchmal streiten sie sich untereinander, doch in der Praxis existiert diese Unterscheidung in Bolivien nicht.“

## Vorwurf des Rassismus
Quispes Diskurs wurde von manchen Beobachtern als rassistisch gewertet. Quispe selbst meinte zum Vorwurf des „umgekehrten Rassismus“:

„Zuerst einmal muss man sehen, dass wir Indios nicht die rassistischen Ausbeuter sind - wir haben keine weißen Hausangestellten, und auch keine weißen Chauffeure. Ich denke, wenn die Weißen die Regeln der Indios akzeptieren, wären wir doch verrückt, wenn wir sie umbringen oder ausweisen würden. Wir sind ja weder der Ku-Klux-Clan noch deutsche Nazis, im Gegenteil, wir sind absolut nicht einverstanden mit dieser Art des Denkens. Meiner Meinung nach wäre in diesem 21. Jahrhundert ein ‚Rassenkampf’ in diesem Sinne auch ein politischer Selbstmord. Heute gibt es Menschenrechte und den internationalen Gerichtshof, und was wir tun ist protestieren. Denn es sind jetzt so viele Jahre, von der Kolonialzeit über die Republik bis heute, dass man uns beleidigt, herabsetzt und diskriminiert, das tut schon ein bisschen weh.“

## Texte und Interviews
deutsch
- Wir leben mitten in einem kruden Rassismus. Zum Verhältnis von Mehrheit und Minderheit in Bolivien in: Jahrbuch für Antisemitismusforschung 14 (2005), S. 347–354
- Interview mit der Zeitschrift Narco News; Nr. 17, 2002 online
- Wir sind Todfeinde und werden es immer bleiben. Interview mit dem radikalen Indígena-Aktivisten Felipe Quispe Huanca in: Lateinamerika Nachrichten Ausgabe 411/412 – September/Oktober 2008 http://lateinamerika-nachrichten.de/?aaartikel=wir-sind-todfeinde-und-werden-es-immer-bleiben zuletzt abgerufen am 13. Juli 2015 – mit den Todfeinden sind die Großgrundbesitzer gemeint.

spanisch
- Túpak Katari vive y vuelve, carajo (Túpak Katari lebt und kehrt zurück, verdammt), 1988 anonym erschienen
- El indio en escena, La Paz: Ed. Pachakuti, 1999
- Mi Captura, La Paz: Ed. Pachakuti, 2007